# Dara (distrikt)
Dara är ett distrikt i Afghanistan. Det ligger i provinsen Panjshir, i den nordöstra delen av landet, 100 kilometer nordost om huvudstaden Kabul.
Distriktet beräknades år 2022 ha cirka 16 000 invånare.